# (10051) Albee
(10051) Albee est un astéroïde de la ceinture principale aréocroiseur.

## Description
(10051) Albee est un astéroïde aréocroiseur. Il présente une orbite caractérisée par un demi-grand axe de 2,29 UA, une excentricité de 0,34 et une inclinaison de 21,9° par rapport à l'écliptique.

## Compléments